# Nagy Rochus
Nagy Rochus (Kalocsa, 1810. január 29. – Dunaföldvár, 1872. november 18.) Szent Ferenc-rendi Kapisztrán-szerzetes.

## Élete
1827. szeptember 17-én lépett a rendbe és 1823. augusztus 2-án szenteltetett föl; 1843-ban a pozsegai rendházban a humaniorák II. osztályában volt tanár. 1867-ben kiérdemült tanár, hitszónok, könyvtárnok és lelki atya Baján.

## Munkái
- Onomasticon honoribus Dominici Kirchmayer actualis ministri provincialis provinciae Joan.-Capistraneo secretarii, professoris et consultoris provinciae emeriti, dum sacram onomaseos diem Budae 4. Aug. 1841. recoleret. Essekini
- Örömfüzér t. Nemes Ágoston áldozár atyának. Baja, 1856
- Carmen saeculare provinciae Joanneo-Capistranae. Budae, 1857
- Carmen occasione secunditiarum P. Justini Tanos. Budae, 1867